# Eleições parlamentares europeias de 2009 (Eslovénia)
As eleições parlamentares europeia de 2009 na Eslovénia, realizaram-se a 7 de junho e, serviram para eleger os 7 deputados nacionais ao Parlamento Europeu.

## Resultados Oficiais
| Partido                 | Partido                              | Votos     | %               | +/-   | Deputados | +/-     |
| ----------------------- | ------------------------------------ | --------- | --------------- | ----- | --------- | ------- |
|                         | Partido Democrático                  | 123 369   | 26,66 / 100,00  | 9,01  | 2 / 7     | Estável |
|                         | Social-Democratas                    | 85 402    | 18,43 / 100,00  | 4,28  | 2 / 7     | 1       |
|                         | Nova Eslovénia                       | 76 497    | 16,58 / 100,00  | 6,99  | 1 / 7     | 1       |
|                         | Democracia Liberal                   | 53 212    | 11,48 / 100,00  | 10,43 | 1 / 7     | 1       |
|                         | Zares - Novas Políticas              | 45 237    | 9,76 / 100,00   | Novo  | 1 / 7     | Novo    |
|                         | Partido Democrático dos Pensionistas | 33 291    | 7,18 / 100,00   | -     | 0 / 7     | -       |
|                         | Partido Popular Esloveno             | 16 599    | 3,58 / 100,00   | 4,83  | 0 / 7     | Estável |
|                         | Partido Nacional Esloveno            | 13 227    | 2,85 / 100,00   | 2,17  | 0 / 7     | Estável |
|                         | Partido Jovem - Verdes               | 9 093     | 1,96 / 100,00   | 0,34  | 0 / 7     | Estável |
|                         | Outros                               | 6 972     | 1,45 / 100,00   |       | 0 / 7     |         |
| Votos Inválidos         | Votos Inválidos                      | 18 586    | 3,86 / 100,00   | 1,77  |           |         |
| Total                   | Total                                | 482 058   | 100,00 / 100,00 |       | 7 / 7     |         |
| Eleitorado/Participação | Eleitorado/Participação              | 1 699 755 | 28,36 / 100,00  | 0,01  |           |         |
| Fonte                   | Fonte                                | [ 1 ]     | [ 1 ]           | [ 1 ] | [ 1 ]     | [ 1 ]   |